# Hermann Wagner (Priester)
Hermann Georg Wagner (* 13. April 1907 in Passau; † 18. August 2003 in Zwiesel) war ein deutscher römisch-katholischer Priester und geistlicher Schriftsteller.

## Leben und Werk
Hermann Georg Wagner wuchs in Passau auf und absolvierte dort eine Bäckerlehre in der Brot- und Feinbäckerei Josef Ratzinger. An dem von Salvatorianern getragenen Hermann-Josef-Kolleg Steinfeld erwarb er das Abitur, um als Spätberufener Priester zu werden. An der Philosophisch-Theologischen Hochschule Passau studierte er anschließend Philosophie und Theologie. Während eines Aufenthalts in Wien war er Messdiener bei Prälat Ignaz Seipel. Am 29. Juni 1939 wurde er im Passauer Dom von Bischof Simon Konrad Landersdorfer OSB zum Priester geweiht. Zwei Jahre lang wirkte er in Sablaty im Böhmerwald als Priester, bis er von der Gestapo des Landes verwiesen wurde. Es folgten Seelsorgestellen in Lochau und Mariahilf in Wien. Zunächst Salvatorianer, wurde er in den Klerus der Diözese Passau inkardiniert. Von 1958 bis 1963 war er Pfarrer von Rinchnach. Danach war er bis zu seiner Pensionierung 1983 Pfarrer von Feichten. Seine Expertise über Heilkräuter brachte ihm den Ruf eines Kräuterpfarrers ein. Sein Interesse für Mystik brachte ihn in Verbindung mit angeblichen Seherpersonen wie Aloisia Lex aus Eisenberg, Katharina Vogl aus München und Antonie Rädler aus Wigratzbad. Den Ruhestand verbrachte er in seiner vorherigen Pfarrei Rinchnach, wo er zuletzt ältester Einwohner des Ortes war. Er ist Autor zahlreicher religiöser Schriften.

## Ehrungen
- Bischöflicher Geistlicher Rat (Diözese Passau)
- Ehrenbürger der Gemeinde Feichten an der Alz

## Schriften (Auswahl)
- Gegen jede Krankheit ist ein Kraut gewachsen. Ruhland, Altötting 1980; 6., wesentlich erweiterte Auflage 1998.
- Begegnung mit einer Hexe. Ferienerlebnisse eines Priesterstudenten. Christiana-Verlag, Stein am Rhein 1986, ISBN 3-7171-0887-5.
- Mystische Erlebnisse. Licht über Eisenberg. Mediatrix-Verlag, St. Andrä-Wördern und Altötting 1986, ISBN 3-85406-078-5.
- Aufstieg zur Freude. Mediatrix-Verlag, St. Andrä-Wördern 1988.
- Der Goldschatz im Neuburger Wald. Eine nachdenkliche Erzählung aus alter Zeit. Ruhland, Altötting 1989.
- Das große Wagnis, Lebensbericht. Ruhland, Altötting 1990.
- In das Reich der unendlichen Liebe. Verlag St. Grignionhaus, Altötting 1993.
- Das eucharistische Herz Jesu. Selbstverlag, Abensberg 2020.